# Bagan (Russia)
Bagan (in lingua russa Баган) è un villaggio situato nella Siberia meridionale, in Russia, nell'Oblast' di Novosibirsk. La città è capitale del rajon di Baganskij.